# Kendinne Kaval, Arkalgud
Kendinne Kaval là một làng thuộc tehsil Arkalgud, huyện Hassan, bang Karnataka, Ấn Độ.